# تایلند پست
تایلند پست (تایلندی: ไปรษณีย์ไทย) شرکت دولتی پست تایلندی است، که در سال ۱۸۸۳ تأسیس شد.